# Farbreiz
Ein Farbreiz ist sichtbare elektromagnetische Strahlung, die in das Auge eintritt und durch unmittelbare Reizung der Netzhaut eine Farbwahrnehmung hervorruft.
Dagegen ist Farbe der Sinneseindruck eines Beobachters, nicht eine physikalische Eigenschaft des Lichts. Licht, das nicht in ein Auge fällt, ist nur Strahlung. Licht, das in ein farbtüchtiges Auge fällt, wird zum Farbreiz und kann vom Beobachter als Farbe wahrgenommen werden.

## Farbreiz und Farbvalenz
Welche Farbe ein menschlicher Beobachter wahrnimmt, hängt vom Zusammenspiel der spektralen Zusammensetzung des Lichts mit den drei Arten farbempfindlicher Sinneszellen (Zapfen) in der Netzhaut zusammen. Für die neuronalen Signale von drei Zapfentypen, die Farbvalenzen, gibt es deutlich weniger Kombinationsmöglichkeiten als für die unendlich vielen Spektralfarben des Lichts. Daher kann das menschliche Auge nicht alle Kombinationsmöglichkeiten von Spektralfarben unterscheiden.
Damit ist nicht die Tatsache gemeint, dass manche Spektralverteilungen zu ähnlich sind, um vom Auge unterschieden werden zu können, sondern es gibt ganze Klassen unterschiedlicher Spektralverteilungen (also unterschiedlicher Farbreize), die beim Menschen gleiche Farbempfindungen hervorrufen. Jede Klasse gleich erscheinender Farbreize wird durch eine ihr eindeutig zugeordnete Kenngröße beschrieben, die Farbvalenz. Zwei Farbreize lösen genau dann die gleiche Farbempfindung aus, wenn sie die gleiche Farbvalenz besitzen. Sie ist durch drei Zahlenwerte beschreibbar und enthält nur diejenige Information über den Farbreiz, die für die ausgelöste Farbempfindung ausschlaggebend ist, und damit erheblich weniger Information als die volle Spektralverteilung. Die Farbmetrik untersucht die Eigenschaften der Farbvalenzen, ihre Beziehungen untereinander und die Rechenregeln für ihre Mischung.

## Farbreiz und Farbempfindung
Die Erfassung der Farbreize durch die Farbrezeptoren des Auges, die Vorverarbeitung dieser Reize in den Nervenzellen der Netzhaut, ihre Codierung und Weiterleitung im Sehnerv sowie ihre Verarbeitung im visuellen Cortex des Gehirns sind komplexe psychophysische Vorgänge, an deren Ende die Farbwahrnehmung steht. Die Farbwahrnehmung mit ihrer Abhängigkeit von den Beobachtungsbedingungen sowie ihren Kontrast- und Nachwirkungseffekten unterliegt wesentlich komplexeren Gesetzen als die Farbmetrik. Es existiert keine einfache Eins-zu-eins-Beziehung zwischen der Farbvalenz eines Farbreizes und der ausgelösten Farbempfindung. Farberscheinungsmodelle versuchen diese Zusammenhänge zu erfassen.

## Farbreizfunktion
Der Farbreiz kann sowohl von einer Primärlichtquelle als auch von der Oberfläche oder der Tiefe eines beleuchteten Körpers ausgehen.
Die spektrale Verteilung eines Farbreizes wird als Farbreizfunktion φ(λ) bezeichnet. Diese Funktion ist im Falle eines Selbststrahlers gleich dessen spektraler Verteilung S(λ). Im Falle einer Sekundärlichtquelle, also einer Körperfarbe, ist die Farbreizfunktion das Produkt aus dem Strahldichtefaktor β(λ) und der spektralen Verteilung der Lichtquelle.
Körperfarben ändern die spektrale Zusammensetzung auffallenden Lichts entsprechend ihrem Transmissions- und Remissionsverhalten. Aus praktischen Gründen unterscheidet man Durchsichtfarben (farbige Lösungen, Farbfilter) von Aufsichtfarben (Anstrich, Textilfärbung). Bei Durchsichtfarben beeinflusst der Körper den Farbreiz im Volumen, angegeben durch den spektralen Transmissionsgrad τλ. Bei Aufsichtfarben wird der Farbreiz von der Oberfläche beeinflusst, beschrieben durch den spektralen Remissionsgrad βλ.
| Begriff         | Wirkort                                            | Wirkart | Fachgebiet                                                                   |
| --------------- | -------------------------------------------------- | --- | ---------------------------------------------------------------------------- |
| Farbreiz        | Lichtstrahlung                                     | Erzeugung, Transport, Reflexion, Absorption von Photonen                                                                     | Physik (Elektrodynamik, Optik)                                               |
| Farbvalenz      | Auge (Zapfen)                                      | Spektrale Absorptionskurve der S-, M- und L-Zapfen                                                                           | Physiologie, Psychophysik                                                    |
| Farbwahrnehmung | Netzhaut, Zentralnervensystem, Gehirn, Bewusstsein | Erfassen, filtern, verarbeiten, merken, erkennen, bewerten, klassifizieren, wiedererkennen, benennen, assoziieren, reagieren | Physiologie, Psychologie, Neurobiologie, Linguistik, Philosophie des Geistes |